# Pascha-Moschee (Ulcinj)

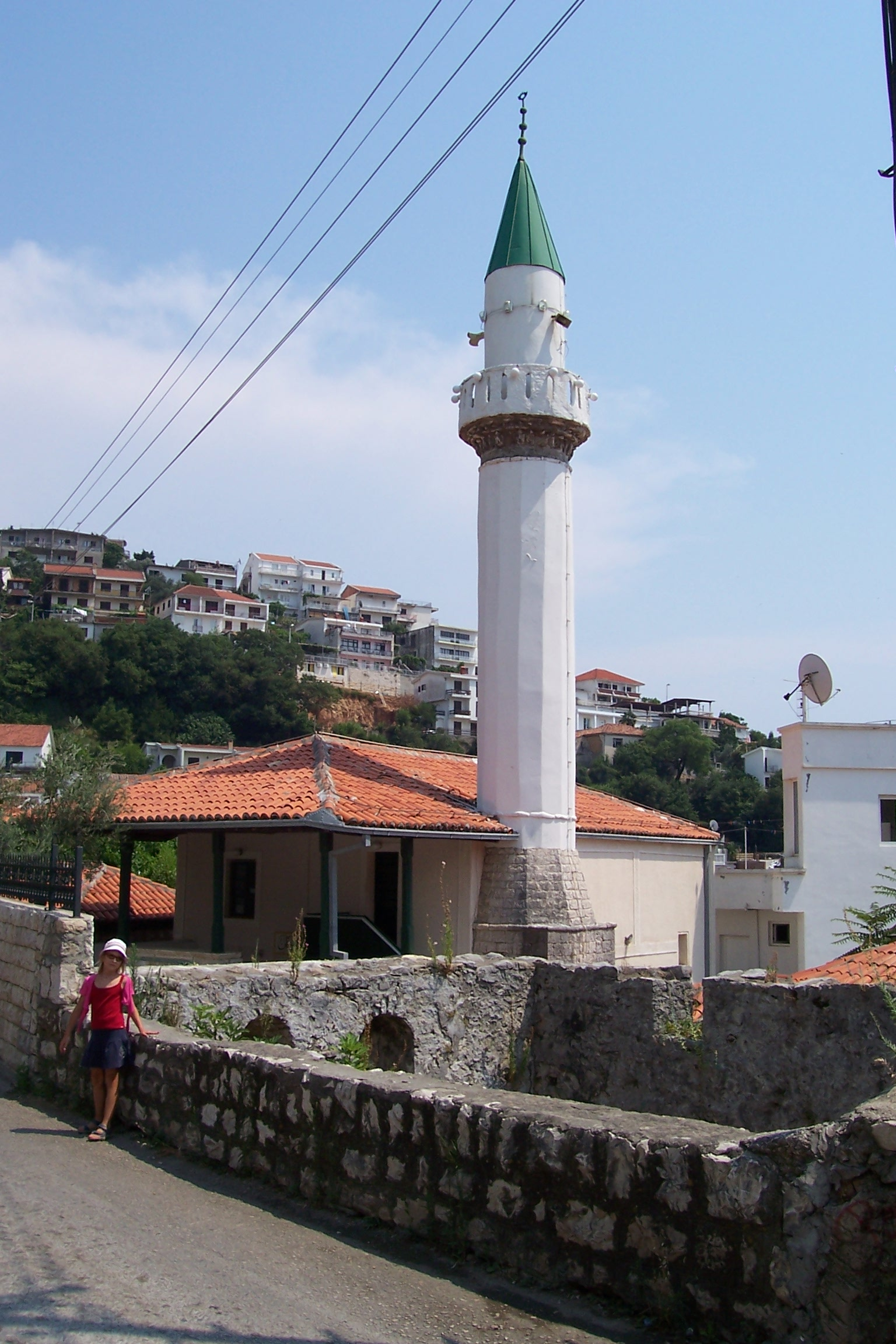
Das Minarett der Pascha-Moschee (Foto 2006) ist eines der zwei erhaltenen Minarette in Montenegro

Die Pascha-Moschee (montenegrinisch Пашина џамија Pašina džamija, albanisch Xhamia e Pashës) ist eine der sechs noch heute als religiöse Gebetsstätten genutzten Moscheen in der montenegrinischen Hafenstadt Ulcinj.

## Geschichte und Beschreibung
Das islamische Gotteshaus wurde im Jahre 1719 zu Ehren des Admirals Kılıç Ali Pascha unter den Mauern der Burg errichtet. Dabei verwendeten die Bürger von Ulcinj auch Geld, das sie während eines Angriffs der Republik Venedig auf Ulcinj von den venezianischen Schiffen erbeutet hatten.

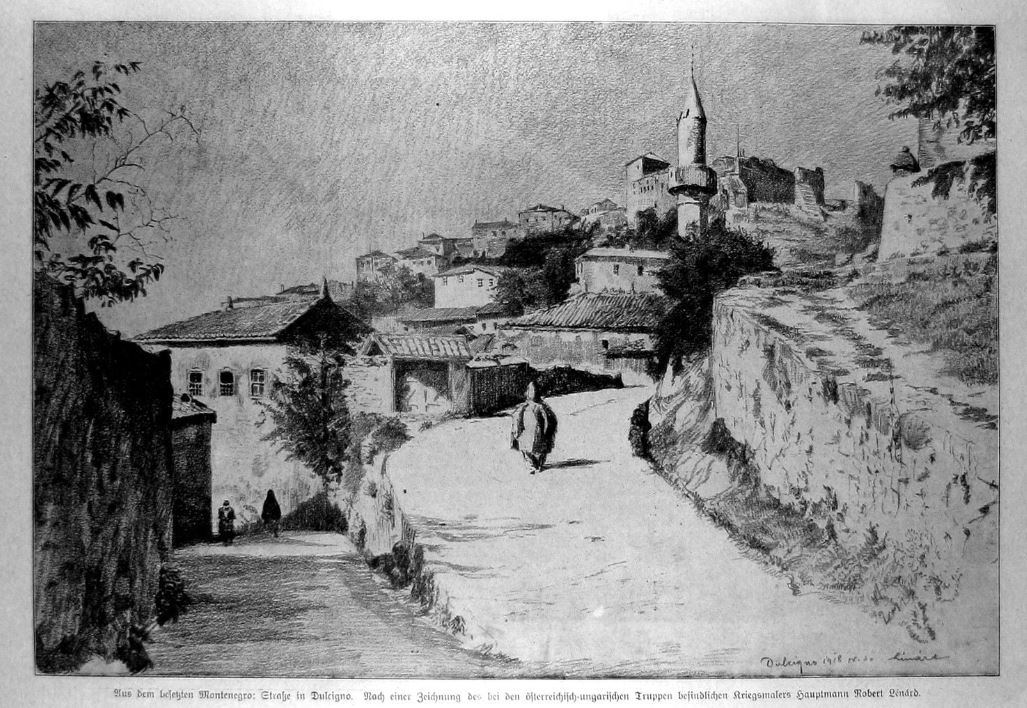
Das Minarett der Pascha-Moschee in „Dulcigno“ auf der Zeichnung des Kriegsmalers Robert Lénárd (1918)

Die Moschee wurde im osmanischen Baustil des 18. Jahrhunderts erbaut. Ihr Minarett und dasjenige der Namazgjahu-Moschee in Ulcinj sind die einzigen erhaltenen Minarette in Montenegro.
Zum Moscheekomplex gehören auch ein Hamam und eine einige Jahrzehnte später erbaute Türbe. Der Hamam dieser Moschee ist der einzige seiner Art in Montenegro. Er wurde 1743 in Form eines Rechtecks mit einer zentralen Kuppel erbaut, die von mehreren kleineren Kuppeln umgeben ist.

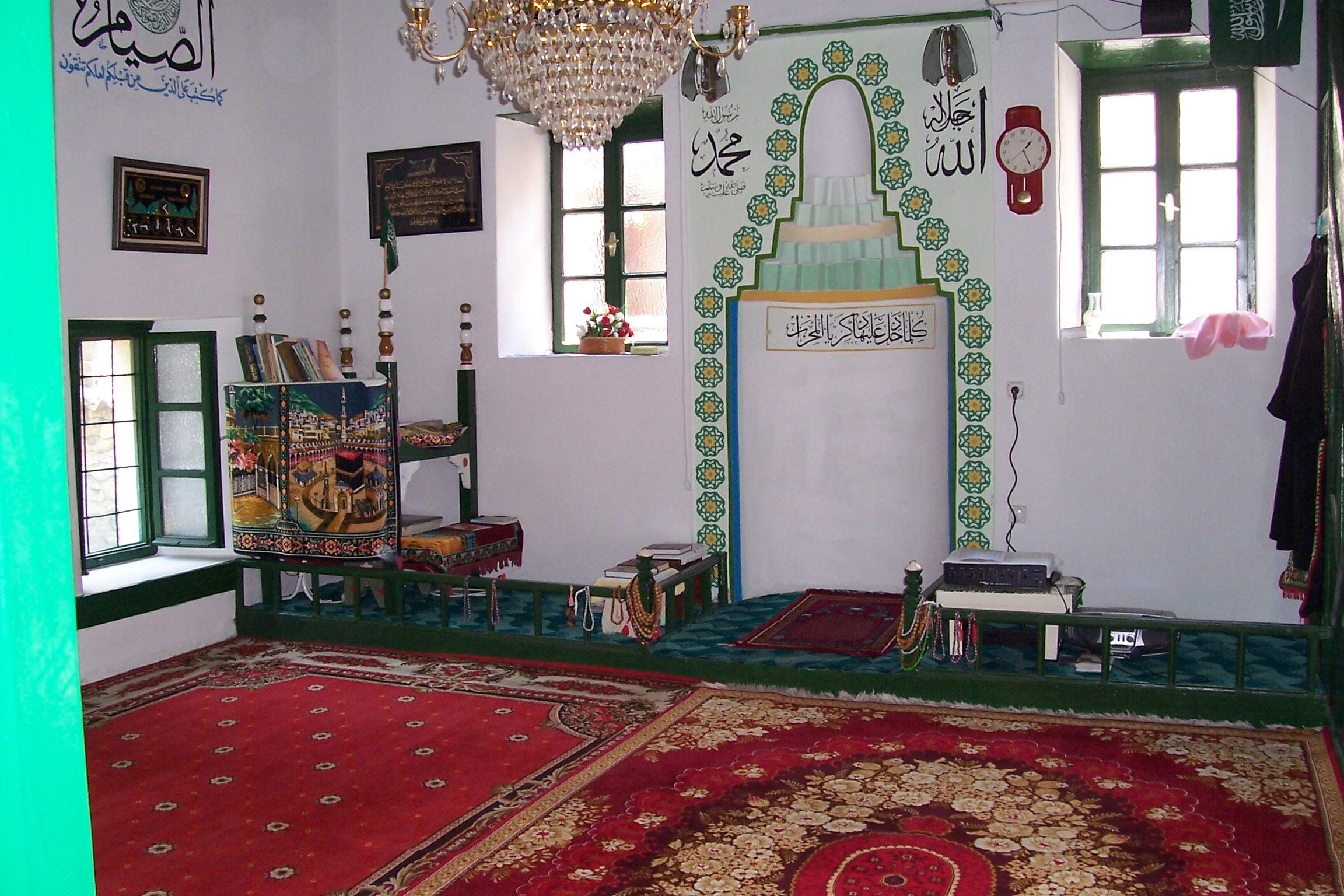
Gebetsraum der Pascha-Moschee (2006)

An der Wand dieser Moschee steht auf Albanisch geschrieben: «U hap me fat dhe përparim për popullin, le të jetë për hair edhe për shumë kohë» (deutsch: „Sie wurde mit Glück und Fortschritt für die Menschen eröffnet, möge sie für lange Zeit ein Segen sein.“).
Die Denkmalschutzbehörde Montenegros hat die Pascha-Moschee als geschütztes Kulturdenkmal der Kategorie III eingestuft.
Die Freitagspredigt wird in den Sprachen Arabisch und Albanisch gehalten.